# بطولة العالم للشطرنج

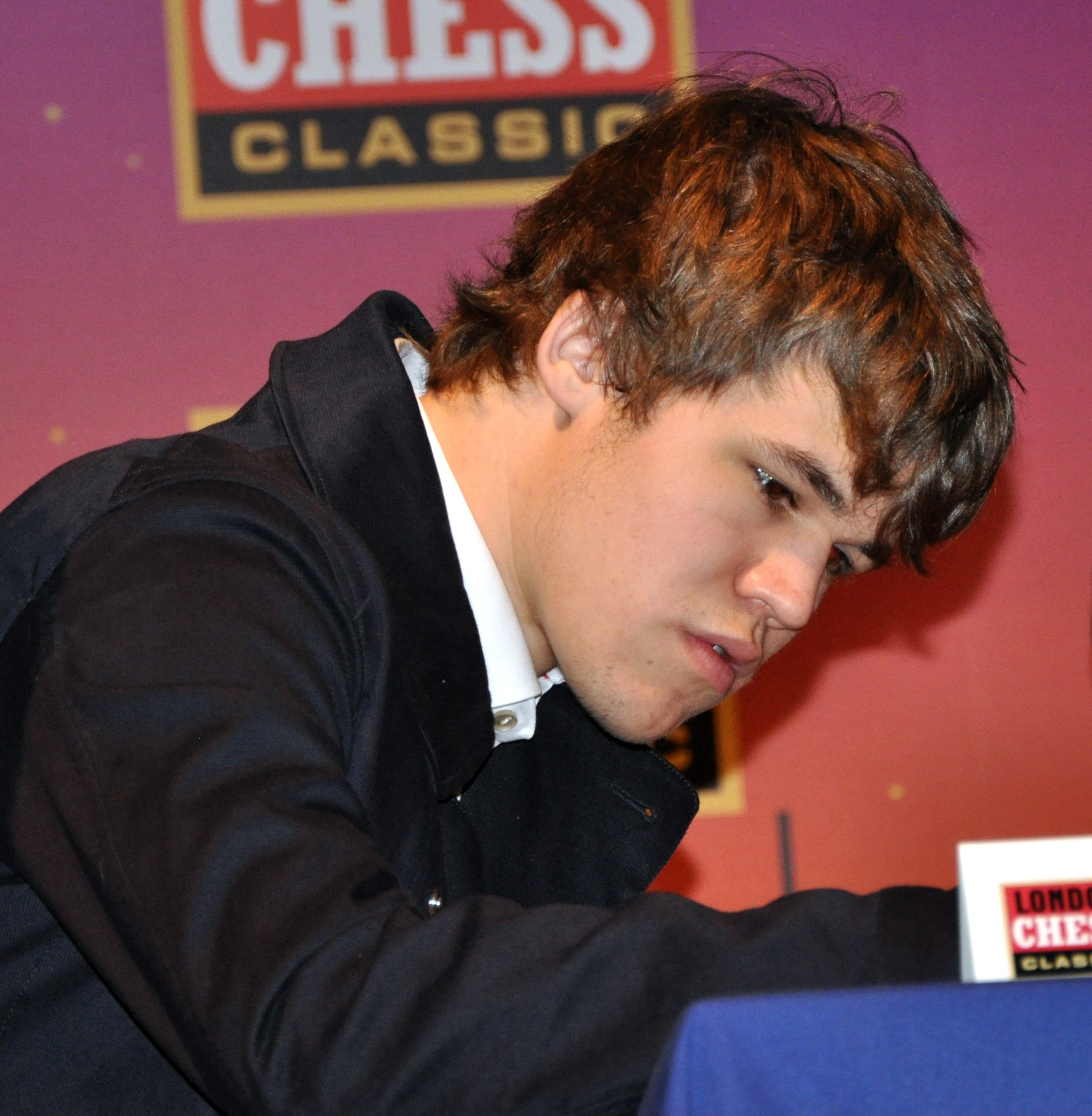
مشارك أثناء اللعب للشطرنج في لندن عام 2010

بطولة العالم للشطرنج هي بطولة تقام سنويًّا لتحديد بطل العالم في لعبة الشطرنج. يسمح للجميع بالمشاركة في البطولة.

## التاريخ
مفهوم بطل الشطرنج العالمي بدأت تظهر في النصف الأول من القرن التاسع عشر، وعبارة «بطل العالم» ظهرت في عام 1845. ولكن المسابقة الأولى التي تم تعريفها بأنها لبطولة العالم كانت المباراة بين ويليام شتاينيتز ويوهانس زوكيرتور في عام 1886 والتي فاز بها ويليام شتاينيتز، وكان اللاعبين الذين حملوا اللقب حتى الحرب العالمية الثانية هم ويليام شتاينيتز، إيمانويل لاسكر، خوزيه كابابلانكا، ألكسندر أليخين، و ماكس إيوي.